# Pablo Pin
Juan Pablo Pin Tamayo (nacido en Granada, España, el 30 de noviembre de 1982) es un entrenador de baloncesto español que se ha integrado en el plantel técnico como entrenador ayudante de Baskonia tras abandonar la disciplina del CB Granada.

## Trayectoria profesional
Pablo Pin,  es un entrenador y director deportivo granadino que cogió las riendas del equipo de Fundación Club Baloncesto Granada en Primera Nacional y en seis temporadas lo situraría en Liga LEB Oro tras conseguir tres ascensos y firmar una progresión meteórica. En la campaña 2017-18 el entrenador granadino lideró las 23 victorias de su equipo, que le valieron para celebrar el salto de categoría en la pista de Basket Navarra.
En 2018, tras conseguir el ascenso a la LEB Oro, es nombrado por la Federación Española de Baloncesto como el mejor entrenador de la temporada 2017-18 en LEB Plata.
Durante la temporada 2018-19, renueva para seguir con el proyecto de Fundación Club Baloncesto Granada para debutar en Liga LEB Oro. 
Tras un primer y segundo intento fallido, en la tercera temporada, lo asciende a la máxima categoría del baloncesto español, siendo el único entrenador en la historia del baloncesto en conseguir esta gesta, nueve años para la ACB.
Pablo ha conseguido mantener al Granada tres temporadas consecutivas hasta el momento en la liga ACB.

## Clubes
- 2009-10: C. B. Granada. (Liga EBA). Ayudante
- 2010-11: C. B. Tíjola. (LEB Plata). Preparador Físico
- 2012-2025: C. B. Granada. (1ª Nacional/Liga EBA/LEB Plata/LEB Oro/Liga ACB). Entrenador
- 2025-:  Baskonia. (Liga ACB/Euroliga) Entrenador ayudante

## Palmarés
- 2 Copas LEB Plata (2016-17 y 2017-18).
- Campeón Liga Regular LEB Plata (2017-18).
- Campeón Liga Regular LEB Oro (2021-22).